# بی‌شرم (فیلم ۲۰۱۲)
بی‌شرم (لهستانی: Bez wstydu) یک فیلم درام لهستانی است که در سال ۲۰۱۲ منتشر شد.

## گزیدهٔ بازیگران
- ماتئوش کوشچوکویچ
- آگنیشکا گروخوفسکا
- آنا پروخنیاک
- ماچئی مارچفسکی
- پاوئو کرولیکوفسکی
- سباستیان استانکیه‌ویچ
- آندژی گائوا